# Église de la Visitation d'Ein Kerem
L'église de la Visitation est une église catholique de rite latin située à Ein Kerem à quatre kilomètres au sud-ouest de Jérusalem, dans le village où Marie rencontra sa cousine Élisabeth, ce que la tradition chrétienne appelle la Visitation. L'église appartient à la custodie franciscaine de Terre Sainte.

## Historique
Cette église honore la mémoire de la Visitation, où fut récitée la première prière de Marie, le Magnificat. Elle est construite en 1955 par Antonio Barluzzi à l'emplacement d'une ancienne église construite par l'impératrice Hélène, mère de Constantin. C'est ici que se trouvait la maison de Zacharie, époux d'Élisabeth, où ils se réfugièrent, pour éviter les soldats d'Hérode. Plus tard les croisés du royaume de Jérusalem y firent édifier une église à deux étages en mémoire de la Visitation. L'église tomba peu à peu en ruines après le départ des croisés de Terre sainte. C'est en 1679 que les franciscains obtiennent la permission de racheter les ruines. Cependant la véritable reconstruction du niveau inférieur n'intervient qu'en 1862, après la permission reçue des autorités ottomanes. Le niveau supérieur est reconstruit en 1938 et terminé en 1955.

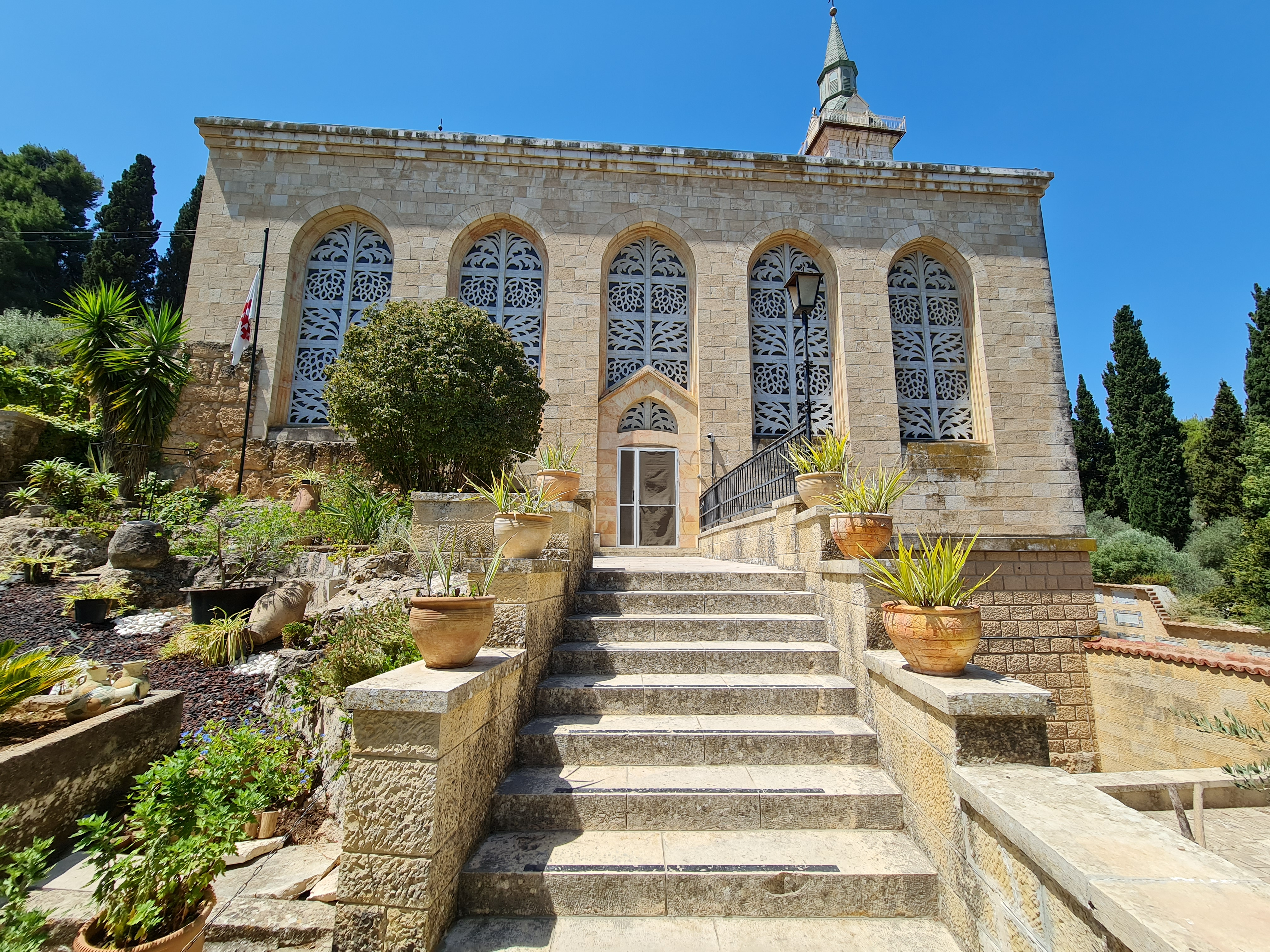
L'église supérieure.

On remarque une ancienne citerne avec une pierre à côté qui servit aux époux à se cacher. Les murs sont décorés de fresques en l'honneur de la Vierge Marie et les versets du Magnificat sont gravés sur les colonnes. Des plaques de céramique sur le mur d'en face reprennent cet hymne en quarante-deux langues. L'intérieur de l'église est décoré de fresques dans le goût italien sur le thème de la Visitation et de l'histoire de Marie dans l'Église. On remarque des fresques qui figurent le concile d'Éphèse (431), la défense en Sorbonne de l'Immaculée Conception par Duns Scot au XIIIe siècle, la victoire de Lépante du 7 octobre 1571, etc.
La façade de l'église est décorée d'une mosaïque dépeignant l'arrivée de Marie à Ein Kerem.
Les vestiges de l'ancienne église sont visibles, ainsi que les belles mosaïques antiques.

## Galerie

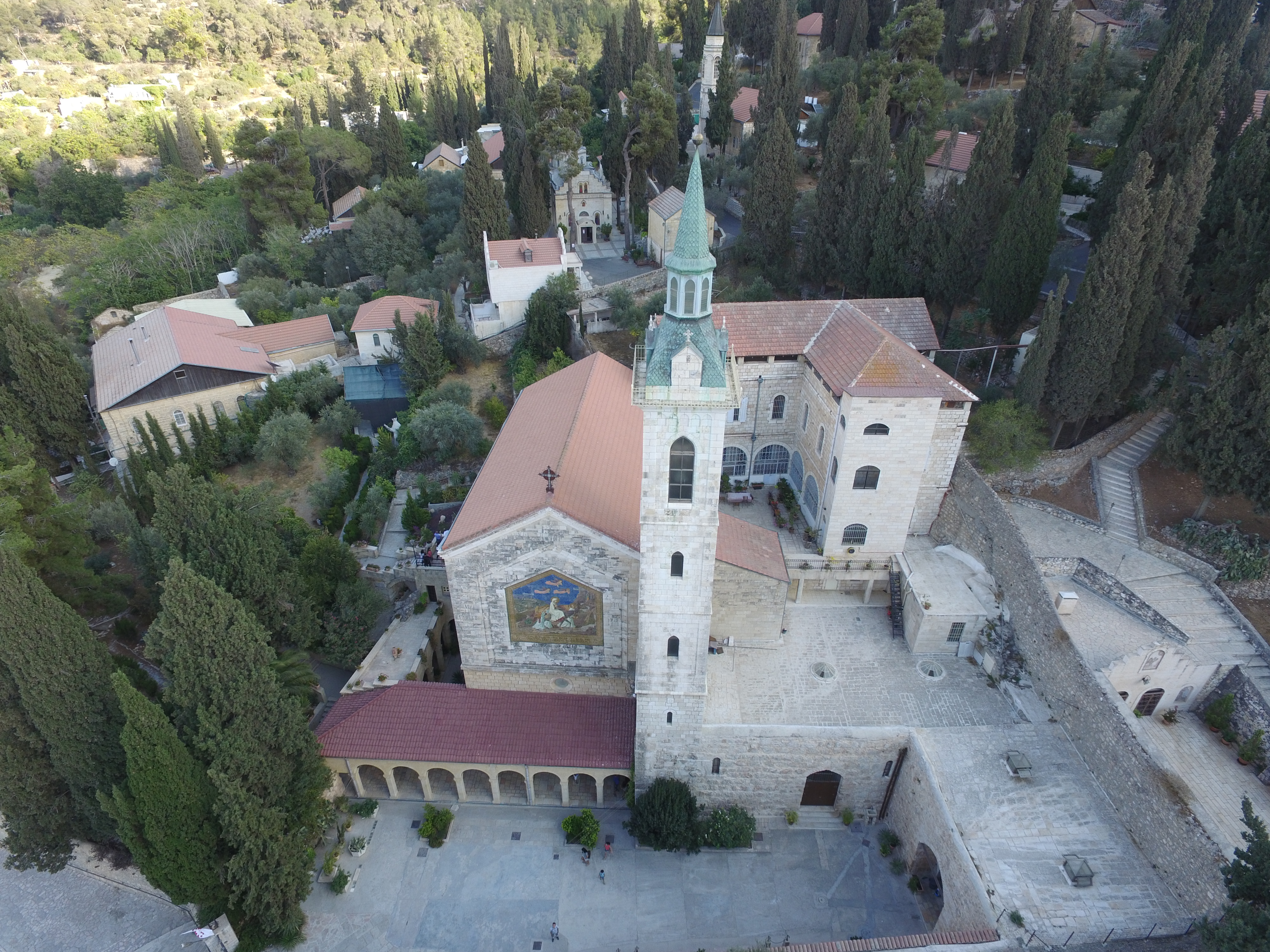
Vue aérienne.
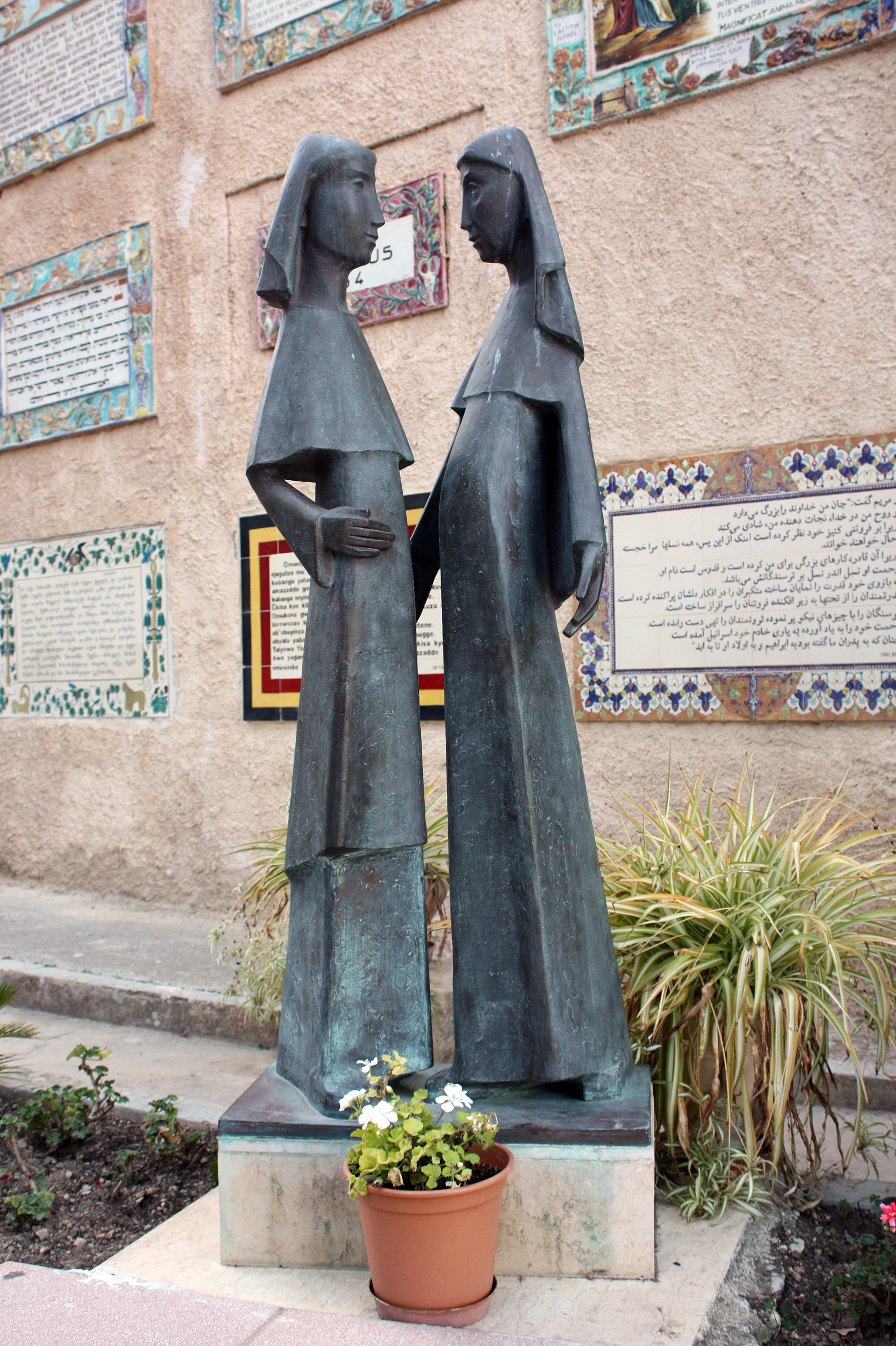
Sculpture moderne de Marie et Élisabeth.
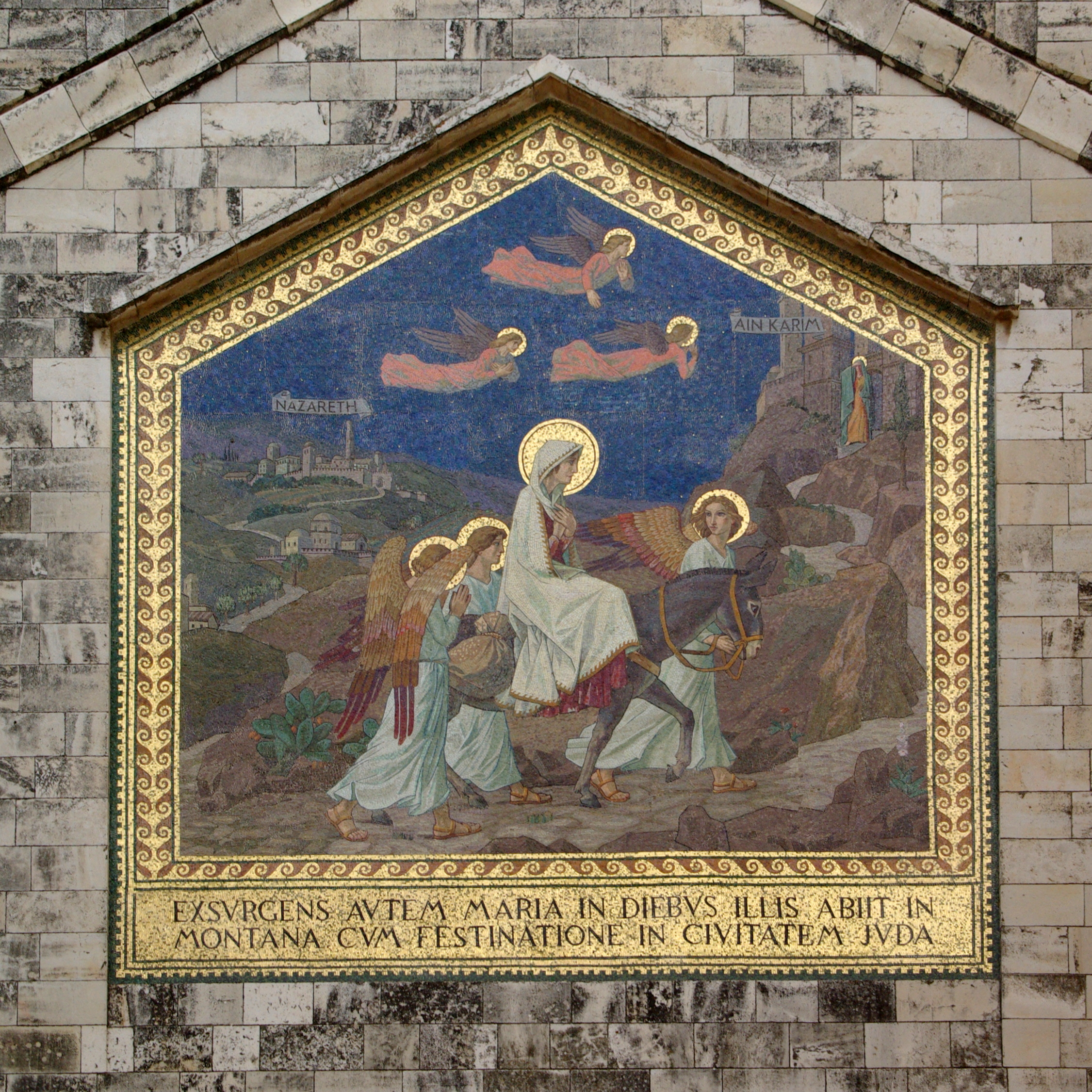
Mosaïque de la façade.
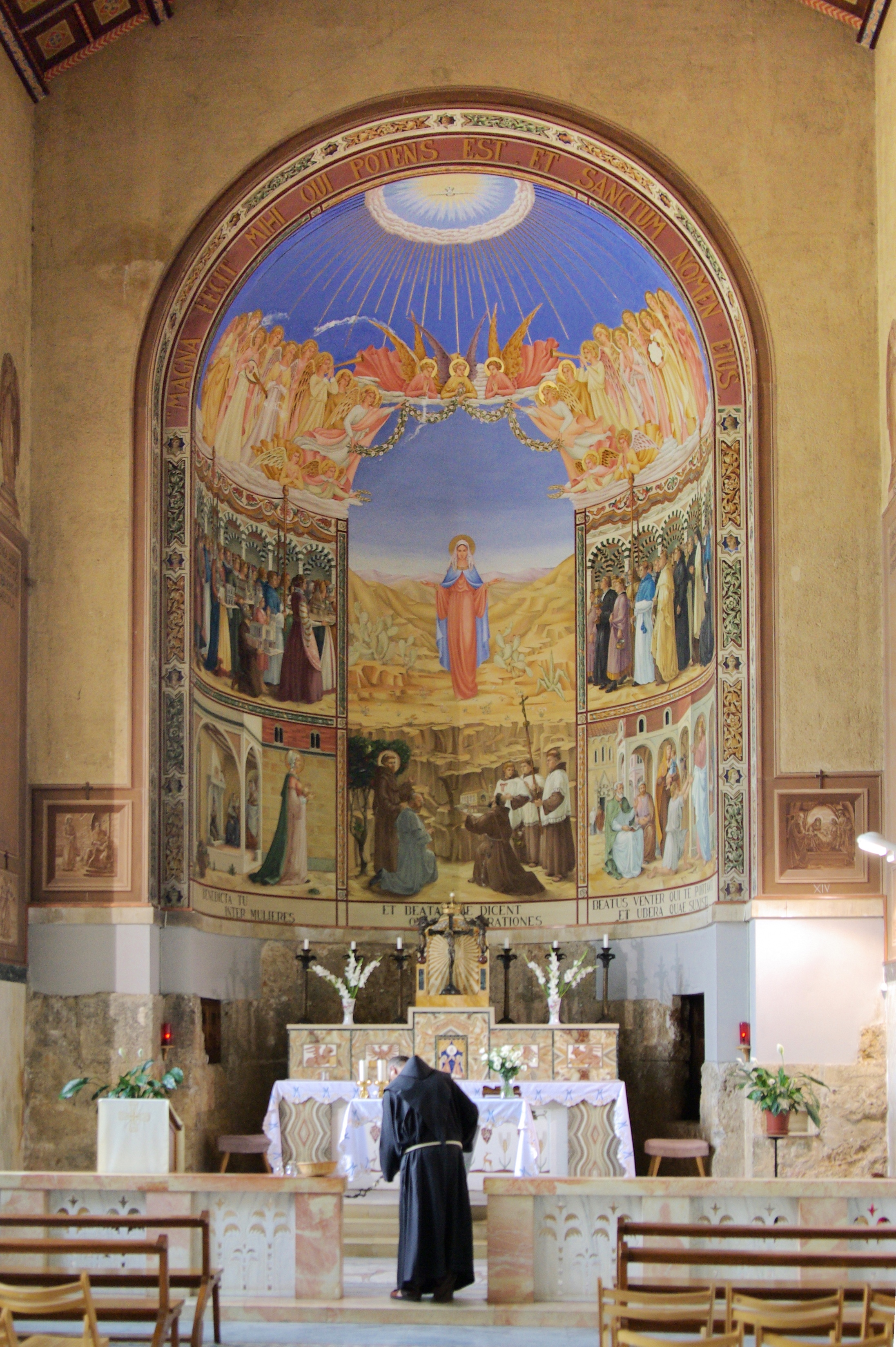
Fresques au-dessus du maître-autel.
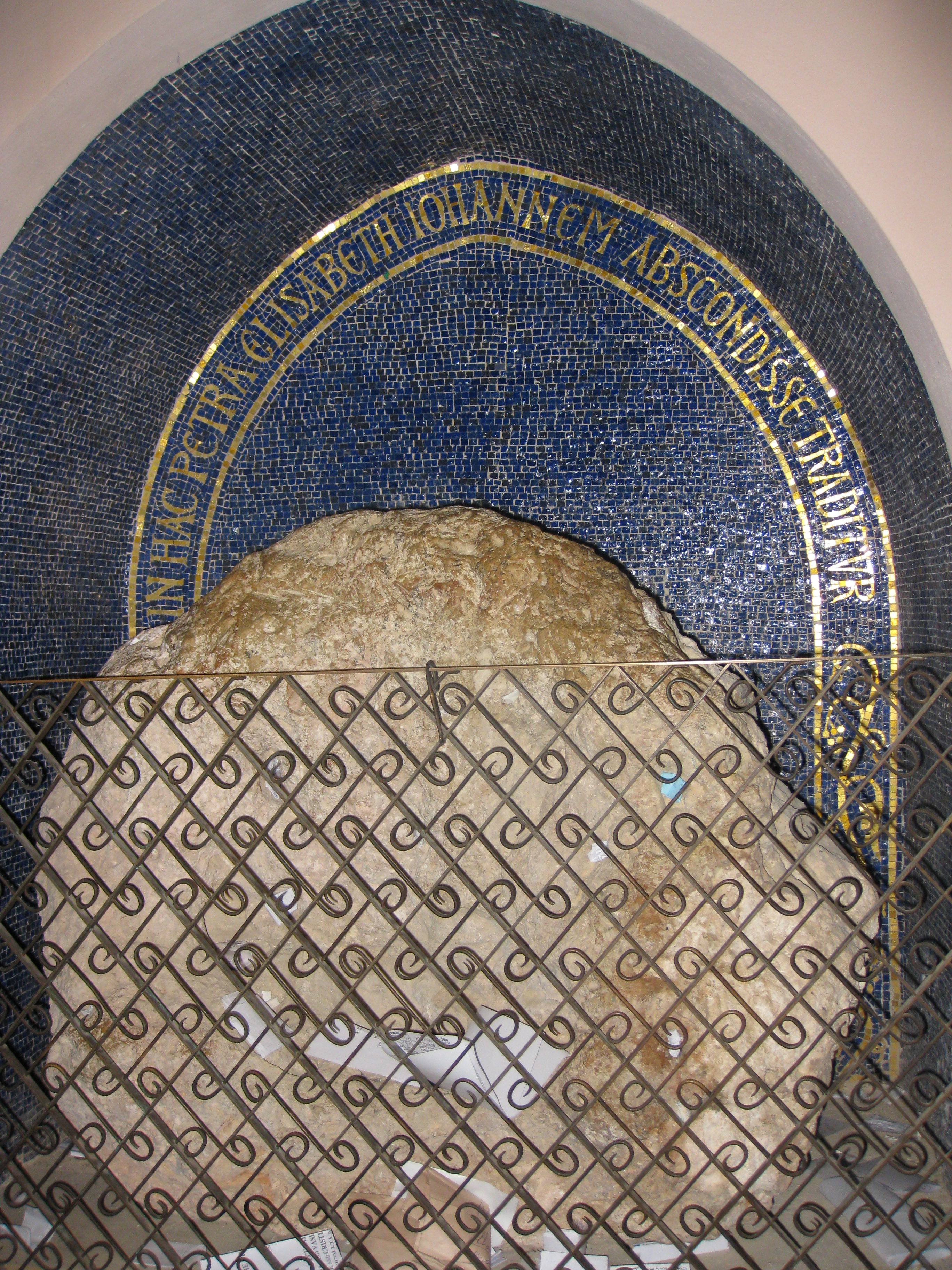
Pierre qui servit à cacher Zacharie et Élisabeth.
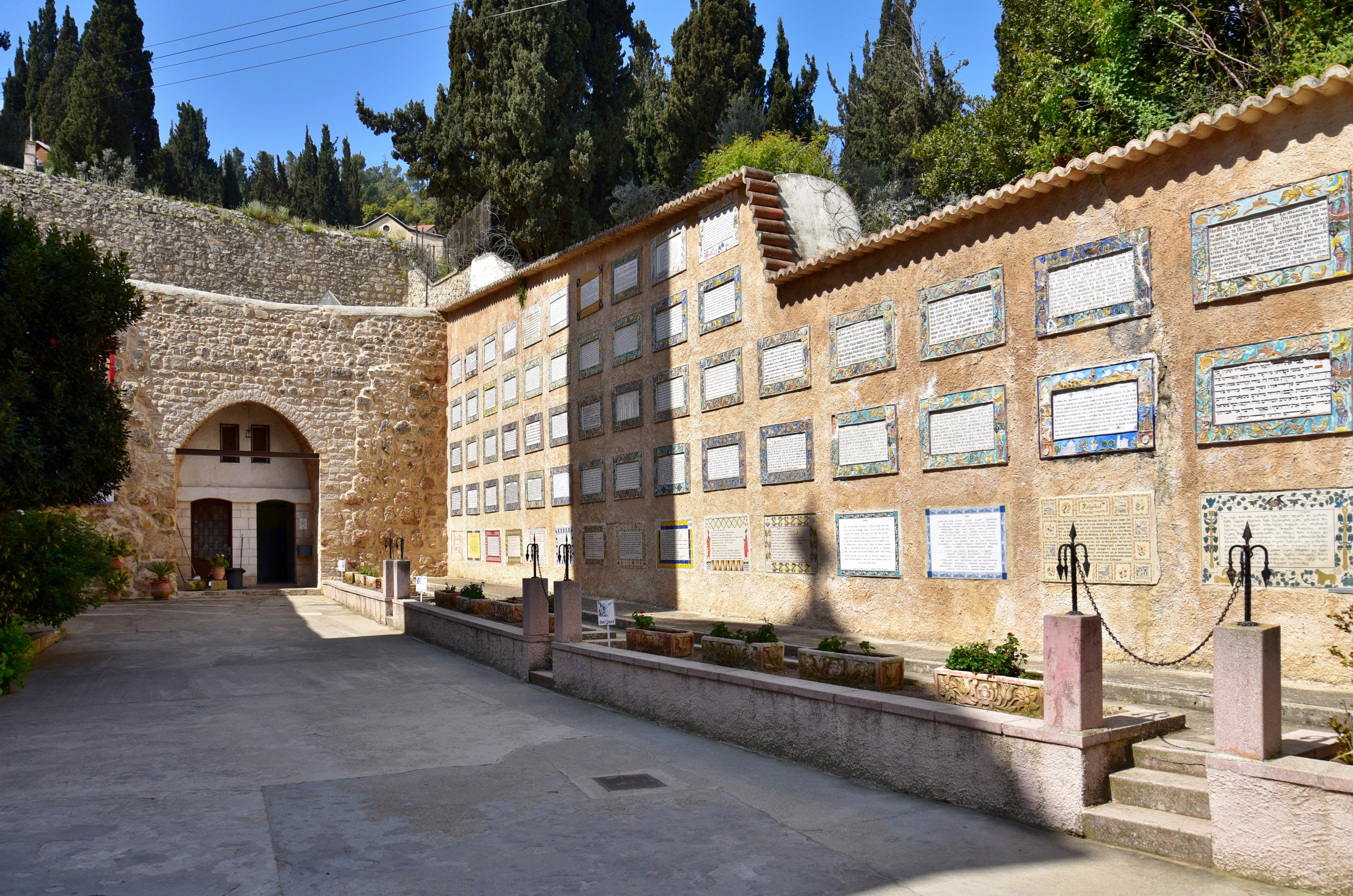
Plaques du Magnificat en 42 langues.
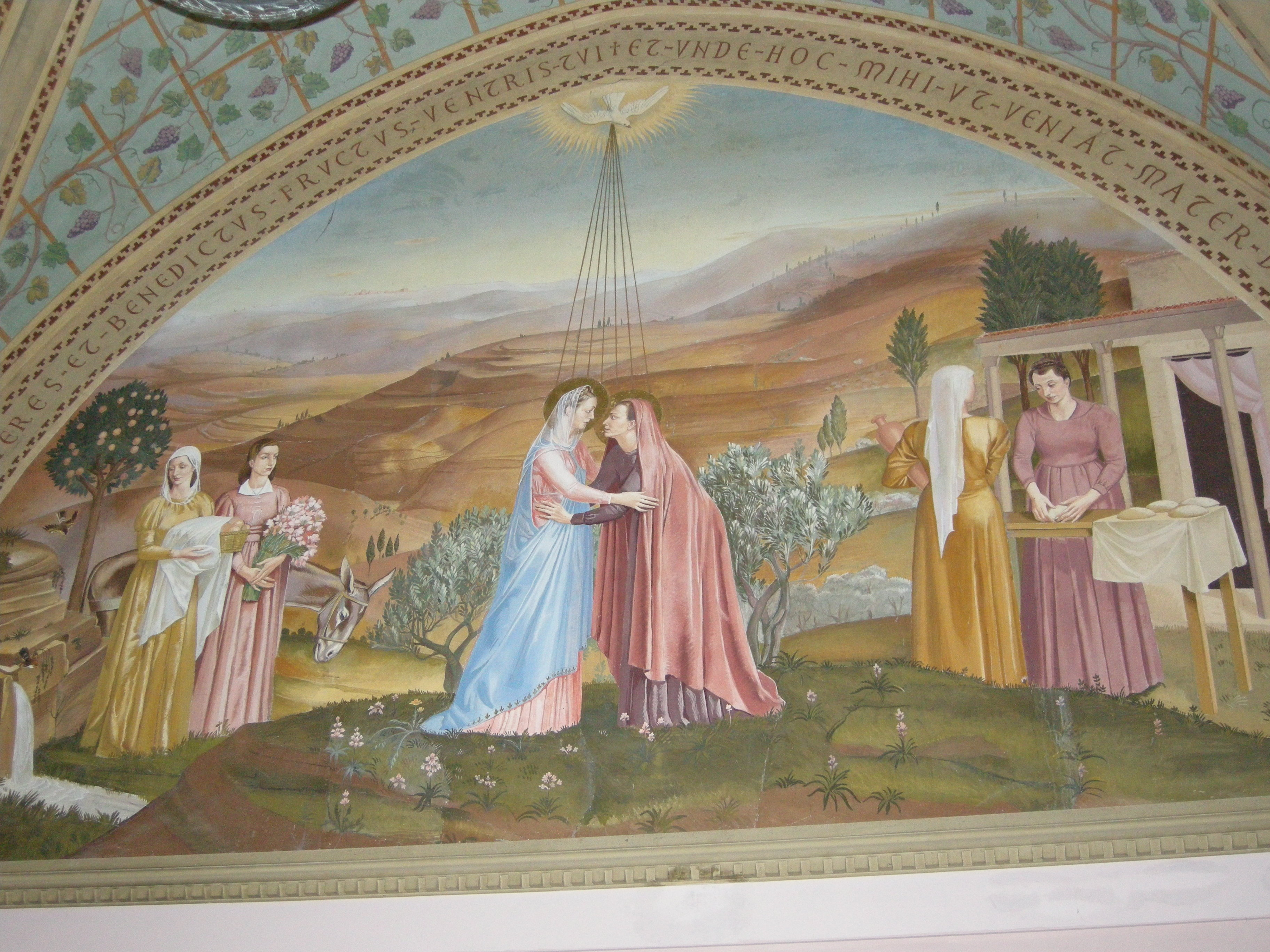
L'une des mosaïques de l'église inférieure.
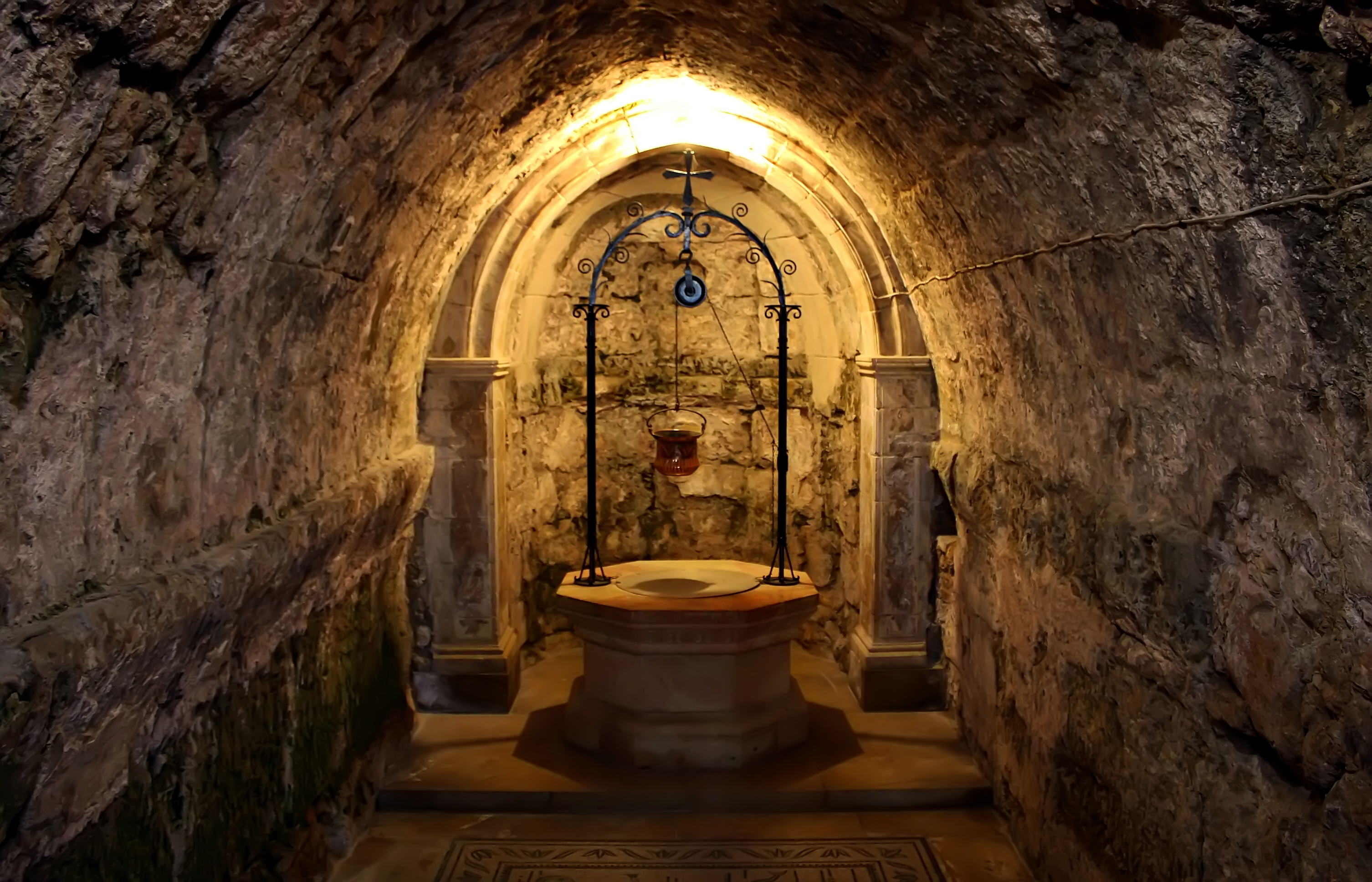
Grotte et puits, crypte de l'église inférieure.

## Source
- (it) Cet article est partiellement ou en totalité issu de l’article de Wikipédia en italien intitulé « Chiesa della Visitazione (Ain Karem) » (voir la liste des auteurs).